# Вудвил (Мисисипи)
Вудвил (енгл. Woodville) град је у америчкој савезној држави Мисисипи.

## Демографија
По попису из 2010. године број становника је 1.096, што је 96 (-8,1%) становника мање него 2000. године.
| Група             | 2000.       | 2010.       |
| Белци             | 291 (24,4%) | 250 (22,8%) |
| Афроамериканци    | 889 (74,6%) | 830 (75,7%) |
| Азијати           | 0 (0,0%)    | 0 (0,0%)    |
| Хиспаноамериканци | 8 (0,7%)    | 9 (0,8%)    |
| Укупно            | 1.192       | 1.096       |